# Blechbläserquintett des Deutschen Symphonie-Orchesters Berlin
Das Blechbläserquintett des Deutschen Symphonie-Orchesters Berlin wurde 2007 von fünf Musikern des Deutschen Symphonie-Orchesters Berlin (DSO) gegründet. Die Ensemblemitglieder teilen die Begeisterung für Kammermusik und schätzen die zusätzliche Herausforderung neben der Tätigkeit als Orchestermusiker. In ihren Konzertprogrammen stellen sie Originalkompositionen und Arrangements unter thematischen Gesichtspunkten zusammen. Das Blechbläserquintett besteht aus zwei Trompeten, Horn, Posaune und Tuba.
Das Debütkonzert wurde im Jahr der Gründung in den Nordischen Botschaften in Berlin gegeben. Weitere Konzerte folgten u. a. bei den Brandenburgischen Sommerkonzerten und im Auswärtigen Amt. Darüber hinaus blickt das Blechbläserquintett des DSO auf eine mehrjährige Zusammenarbeit mit der Stiftung Preußischer Kulturbesitz sowie der Bertelsmann-Hauptrepräsentanz in Berlin zurück. Großen Erfolg feierte das Ensemble mit dem Kinderkonzert Blech Zirkus, das im Rahmen der Reihe Kulturradio-Kinderkonzerte des Rundfunk Berlin-Brandenburg zusammen mit dem Moderator Christian Schruff erarbeitet wurde. Zusammen mit dem Rundfunkchor wurde im Berliner Dom das Weihnachtskonzert Machet die Tore weit! aufgeführt und vom rbb Fernsehen sowie dem Deutschlandradio Kultur aufgezeichnet und gesendet.
Die musikalische Gestaltung von Festakten wie der zentralen Gedenkveranstaltung 50 Jahre Mauerbau, 10 Jahre Kulturstaatsministerium und der Feier zum Diamantenen Kronjubiläum von Queen Elizabeth II. in der Residenz des Britischen Botschafters runden das künstlerische Tätigkeitsfeld des Quintetts ab.
Im Februar 2016 erschien die erste CD-Einspielung Round Midnight beim Label Capriccio.

## Mitglieder
- Falk Maertens – Trompete
- Raphael Mentzen – Trompete
- Antonio Adriani – Horn
- Andreas Klein – Posaune
- Johannes Lipp – Tuba